# Каменно-Андрианово
Каменно-Андрианово — село в Матвеево-Курганском районе Ростовской области. Ранее село носило название Турчаниново.
Входит в состав Ряженского сельского поселения.

## География

### Улицы
| - пер. Восточный - пер. Зелёный - пер. Луговой - пер. Подгорный - пер. Садовый - пер. Средний - пер. Тихий | - ул. Верхняя - ул. Крайняя - ул. Центральная |

## Население
| 2010 |
| ---- |
| 695  |